# Ottavio Cogliati
Ottavio Cogliati (4 de junho de 1939 — 20 de abril de 2008) foi um ciclista italiano, profissional entre 1961 e 1964.
Em 1960, como amador, Cogliati participou nos Jogos Olímpicos de Roma, onde foi o vencedor e recebeu a medalha de ouro no contrarrelógio por equipes de 100 km, juntamente com Antonio Bailetti, Livio Trapè e Giacomo Fornoni.